# Rebel (film, 2022)
Pour les articles homonymes, voir Rebel.
Pour plus de détails, voir Fiche technique et Distribution.
Rebel est un film belgo-franco-luxembourgeois réalisé par Adil El Arbi et Bilall Fallah et sorti en 2022.
Il est présenté en séance de minuit au festival de Cannes 2022 et sort en salles quelques mois plus tard.

## Synopsis
Kamal Wasaki est un jeune rappeur belge d'origine marocaine. Il décide de se rendre, comme bénévole, à Alep en Syrie, pour aider les victimes de la guerre. Sa famille est restée à Molenbeek. Nassim, le petit frère de Kamal, est alors très influencé par son grand frère et veut le rejoindre. Le jeune est alors approché par un recruteur de l'État islamique. Leïla, la mère de Kamal et Nassim, va alors tenter de sauver son jeune fils. De son côté, Kamal est coincé en plein conflit et doit rejoindre contre son gré un groupe armé.

## Fiche technique
Sauf indication contraire, les informations mentionnées dans cette section peuvent être confirmées par les bases de données cinématographiques IMDb et Allociné,  présentes dans la section « Liens externes ».
- Titre original : Rebel
- Réalisation : Adil El Arbi et Bilall Fallah
- Scénario : Adil El Arbi, Bilall Fallah, Kevin Meul et Jan van Dyck
- Musique : Hannes De Maeyer
- Décors : Pepijn Van Looy
- Costumes : Uli Simon
- Photographie : Robrecht Heyvaert
- Montage : Frédéric Thoraval
- Production : Bert Hamelinck et Dimitri Verbeeck

Coproducteurs : Brahim Chioua, Marc Dujardin, Diana Elbaum, Jesus Gonzalez-Elvira et Vincent Maraval
- Sociétés de production : Caviar Films ; coproduit par Calach Films, Le Collectif 64, Beluga Tree, VRT, RTBF, BeTV et Voo ; en association avec Los Morros, Imaginarium Films et Mont Fleuri Production ; avec le soutien de Vlaams Audiovisueel Fonds, Luxembourg Film Fund, Caviar Film Financing, Eurimages et du Centre du Cinéma et de l'Audiovisuel de la Fédération Wallonie-Bruxelles
- Société de distribution : BAC Films (France)
- Budget : n/a
- Pays de production :  Belgique,  Luxembourg et  France
- Langues originales : anglais, arabe, français
- Format : couleur
- Genre : Film dramatique
- Durée : 135 minutes
- Dates de sortie[1] :
  - États-Unis : 26 mai 2022 (festival de Cannes - séance de minuit[2])
  - France : 31 août 2022
- Classification[3] :
  - France : interdit aux moins de 12 ans (avec avertissement)

## Distribution
- Aboubakr Bensaihi : Kamal Wasaki
- Lubna Azabal : Leila Wasaki
- Tara Abboud : Noor
- Younes Bouab : Abu Amar
- Amir El Arbi : Nassim Wasaki
- Céline Delberghe 	: la principale de l'école
- Malak Sebar : Hind
- Qomoq Ayham : Hamza
- Nassim Rachi 	: Abdullah
- Saïd Boumazoughe : Ibrahim
- Blerim Destani : Abu Said Al-Almani
- Fouad Hajji : Idriss

## Production
Les cinéastes Adil El Arbi et Bilall Fallah ont voulu faire un film sur un jeune belge d'origine marocaine en pleine radicalisation car ils ont été directement témoins de ce fléau :

« En 2012, 2013, des gens de notre âge, la plupart de la même origine que la nôtre, origine marocaine, qui habitaient en Belgique, ont décidé de partir en Syrie. Une chose qu’on n’avait vraiment jamais vue. Il n’y avait pas eu ce même phénomène lors du conflit en Irak. Il s’agissait de jeunes gens parfois qu’on connaissait, ou des amis d’amis. Tout le monde en Belgique, d’origine maghrébine, connaît quelqu’un qui est parti là-bas, et souvent ces jeunes partaient en groupe. On se demandait ce qu’ils allaient faire en Syrie. [...] Nous avons été témoins de tout ce phénomène progressif impliquant toute notre génération. C’était une guerre très proche de nous, soudainement, alors qu’avant les conflits se passaient habituellement toujours sans nous, au loin. On ne voyait jamais des Belges, des Flamands dans cette région du monde. C’était vraiment nouveau par exemple de voir des films de propagandes d’organisations terroristes avec des gens qui nous ressemblaient, parlant le français qu’on parle ici, qui venaient de nos quartiers. »

— Adil El Arbi et Bilall Fallah, 2022
Les scénaristes et réalisateurs rencontrent les familles de jeunes partis en Syrie qu'ils connaissent. Le titre Rebel est choisi par les réalisateurs car « C’est un mot simple et iconique à la fois. Il symbolise différents aspects de notre film. Il y a d’abord le côté historique autour du champ lexical de la propagande syrienne de l'État islamique qui qualifiait ses combattants de rebelles. »
Les deux réalisateurs retrouvent ici l'acteur Aboubakr Bensaihi qu'ils avaient dirigé dans Black (2015).
Le tournage a lieu notamment à Esch-Belval à Esch-sur-Alzette au Luxembourg.

## Accueil

### Critique
En France, le site Allociné propose une moyenne des critiques de presse à 2,6/5 et une moyenne des critiques spectateurs à 3,9/5.

### Box-office
D'après CBO-Box Office le film a récolté 27 331 entrées

## Récompenses et distinctions
- Magritte 2023 : Meilleure musique originale